# Lac Albanel
Lac Albanel är en sjö i Kanada.   Den ligger i regionen Nord-du-Québec i provinsen Québec, i den östra delen av landet, 700 km norr om huvudstaden Ottawa. Lac Albanel ligger 386 meter över havet. Arean är 407 kvadratkilometer.
Trakten runt Lac Albanel är nära nog obefolkad, med mindre än två invånare per kvadratkilometer.